# SMS Szigetvár
Az SMS Szigetvár az Osztrák–Magyar Monarchia Zenta-osztályú védett cirkálója volt az első világháborúban. A testvérhajói a SMS Zenta és az SMS Aspern volt.

## Pályafutása
1899. május 26-án elkezdődött az építése. 1900. október 29-én vízre bocsátották. 1908. augusztus 8-án végrehajtotta az első próbaútját. Augusztusban elkészült. Szeptember 29-én felszerelték. Október 4-én Alois Prapotnik fregattkapitány parancsnoksága alatt kifutott Polából Mexikó és Észak-Amerika felé. 1902. január 2-7. Santiago de Cuba, mely előtt a kifelé vezető úton megtekintették a spanyol flotta roncsait. 1902. július 2-14. között Kielben tartózkodott. Részt vett a kieli ünnepi hét eseményeiben. II. Vilmos német császár a fedélzetre látogatott. 1903-ban a Nyári Hajórajban szolgált, mint zászlóshajó. 1904-ben a Hajórajhoz osztották be. Novemberben a bal oldali hátsó kenyérraktár helyiséget átépítették rádióállomásnak.
1906. március 25-én részt vett három torpedónaszáddal együtt a Vergada-szigetnél megfeneklett Sipan gőzös leszabadításában. A Nyári, majd a Téli Hajórajban szolgált.
1907-ben áthelyezték a hátsó torpedóvető csövét. Módosították a hajókórház helyiségét, átalakították a lakóteret. Nagyjavítást hajtottak végre a gépi berendezésein, kicseréltek 2 hajócsavarszárnyat, újra központosították a főtengelyeket. Március 1-jén elindult Polából Kelet-Ázsiába a váltószemélyzettel. Parancsnoka, Wilhelm Pacher fregattkapitány volt.
1911. március 2-től a Hajóraj kötelékéhez tartozott, és a Torpedóflottillához osztották be. Március 13. – április 7. között Ferenc Ferdinánd főherceg rendelkezésére Brioniban tartózkodott, és isztriai, valamint dalmáciai utakat hajtott végre. A főherceg átvette a Tartalék Hajóraj, a Torpedóflottilla, valamint egyéb hajók feletti parancsnokságot és egy ad hoc Hajórajt formált belőlük, mely Velencéből Korfura kísérte a német császárt. Április 1-jén kifutott Šibenikből Val Saldon felé céllövészetre. 1912. január 1-jén Pólából Kelet-Ázsia felé indult az ott szolgálókat felváltó legénységgel. Parancsnoka Heinrich Ritter von Nauta fregattkapitány volt. Március 26-án megérkezett Polába. Március 31-én Pólából Sibenikbe hajózott és a Hajósinas Iskola kiképzőhajója lett. Első ízben jelöltek ki egy modern hajót ilyen feladatra. A kiszolgáló tényleges állományt megtartották. December 15-én beosztották az 1. Torpedóflottillához. Új rádióállomást kapott.
1914. augusztus 8-án Antivarit lőtte ágyúival. Augusztus 13-án a montenegrói parti ütegek tüzébe került. A Zenta elsüllyedése után felhagytak Montenegró blokádjával. Május 24-én részt vett az Ancona elleni támadásban. a tüzével elűzte a Citta di Ferrara olasz léghajót és a kísérő repülőgépeit. Június 12-én Károly főherceg látogatást tett a fedélzetén. Június 18-án részt vett a Rimini elleni támadásban.
1918-ban Triesztben állomásozott. Január 20-án néhányszor ellenséges repülőgépekre tüzelt, melyek a ködben megközelítették a hullámtörőgátat. Március 16-án kivonták a szolgálatból, és Fisellába vezényelték a Torpedóparancsnoki Tanfolyam lakóhajójának, emellett a Torpedó Iskola célhajója is lett. 1920-ban Nagy-Britannia kapta meg, de eladta egy Elba-szigeti olasz cégnek lebontásra.

## Külső hivatkozások
- SMS Szigetvár a Naval History honlapján (angolul)